# Derval
Derval is een gemeente in het Franse departement Loire-Atlantique (regio Pays de la Loire). De plaats maakt deel uit van het arrondissement Châteaubriant-Ancenis. Derval telde op 1 januari 2022 3.578 inwoners.

## Geografie
De oppervlakte van Derval bedroeg op 1 januari 2022 63,51 vierkante kilometer; de bevolkingsdichtheid was toen 56,3 inwoners per km².

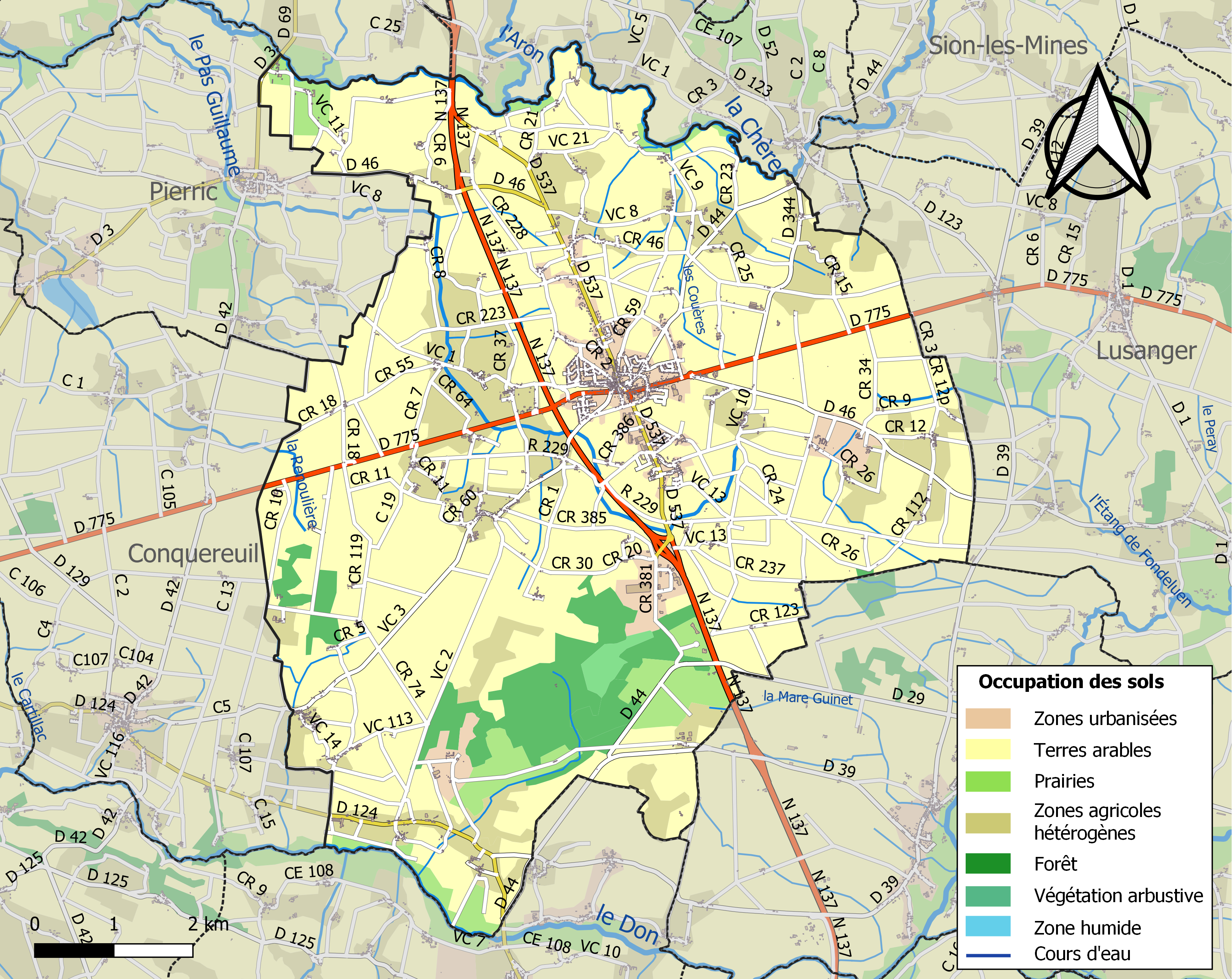
Kaart van de gemeente met de belangrijkste infrastructuur, bodemgebruik en omliggende gemeenten

## Demografie
Onderstaande figuur toont het verloop van het inwonertal (bron: INSEE-tellingen).